# Планемо
Планемо (сокращение от англ. planetary mass object, объект планетарной массы) — астрономические объекты с массой, подходящей под определение «планета» (то есть больше астероида, но меньше ядерно-активного коричневого карлика или другой звезды). Термин был введён для обозначения тел, не соответствующих обычным представлениям о планетах.
Свободно летящие планеты могут быть как планетами-сиротами, выброшенными из родной системы, так и объектами, сформировавшимися при коллапсе газо-пылевого облака (а не аккрецией его остатков) и являющимися центром своей спутниковой системы — т. н. массивные газовые гиганты.
Некоторые большие спутники планет (например, Титан и Галилеевы спутники Юпитера) не уступают по размеру Меркурию. Алан Стерн придерживается мнения, что в определении планеты должны учитываться геофизические свойства объекта, а не его местоположение, и предлагает термин спутниковая планета для тел планетарной массы, вращающихся вокруг другой планеты. Аналогичный термин планета-спутник предлагает В.Г.Сурдин.

## Типичные представители
- 2M1207 b